# Ogla Melha
Ogla Melha (în arabă العقلة المالحة) este o comună din provincia Tébessa, Algeria.
Populația comunei este de 5.899 de locuitori (2008).